# Pericopsis angolensis
Pericopsis angolensis là một loài thực vật có hoa trong họ Đậu. Loài này được (Baker) Meeuwen miêu tả khoa học đầu tiên.